# ZNF219
ZNF219‏ (Zinc finger protein 219) هوَ بروتين يُشَفر بواسطة جين ZNF219 في الإنسان.